# 卜启娟
卜启娟（1960年—），中国前女子乒乓球运动员。她曾获得1982年亚洲运动会乒乓球比赛女子团体冠军以及女子双打亚军。她也曾获得三枚世界乒乓球锦标赛奖牌。